# Urofilia

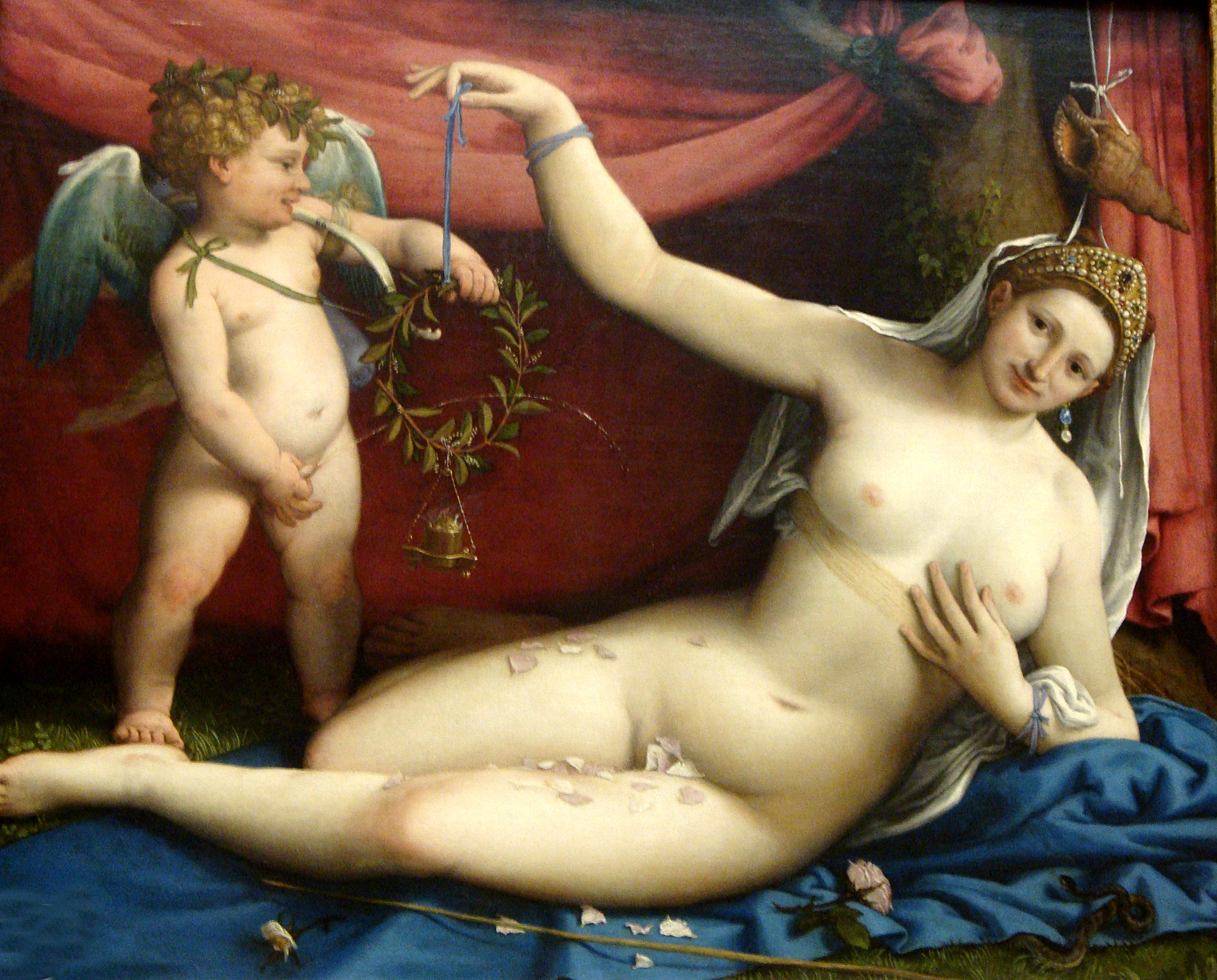
Venere e Cupido (Lorenzo Lotto) che raffigura un atto di urofilia in un gioco d'amore

L'urofilia nota anche come pissing o pioggia dorata è una pratica sessuale che consiste nell'urinare nella bocca o sul corpo del partner allo scopo di provocare eccitazione sessuale e piacere erotico. Quando l'emissione dell'urina è accompagnata dalla sua ingestione si parla di urofagia.

## Panoramica
Il pissing è abbastanza diffuso nell'ambito delle pratiche BDSM, nelle quali una forma elementare di pissing (l'ingestione da parte del soggetto sottomesso delle urine del soggetto dominante) costituisce una delle pratiche in cui è più evidente l'umiliazione fisica e psicologica consensuale, di tipo sadico o masochista.
L'urofilia nel caso venga praticata su soggetti non consenzienti, oppure si presenti come un comportamento di dipendenza compulsiva, viene classificata dal DSM-IV e dal DSM-IV-TR tra le parafilie (Non altrimenti specificate).

## Mitologia

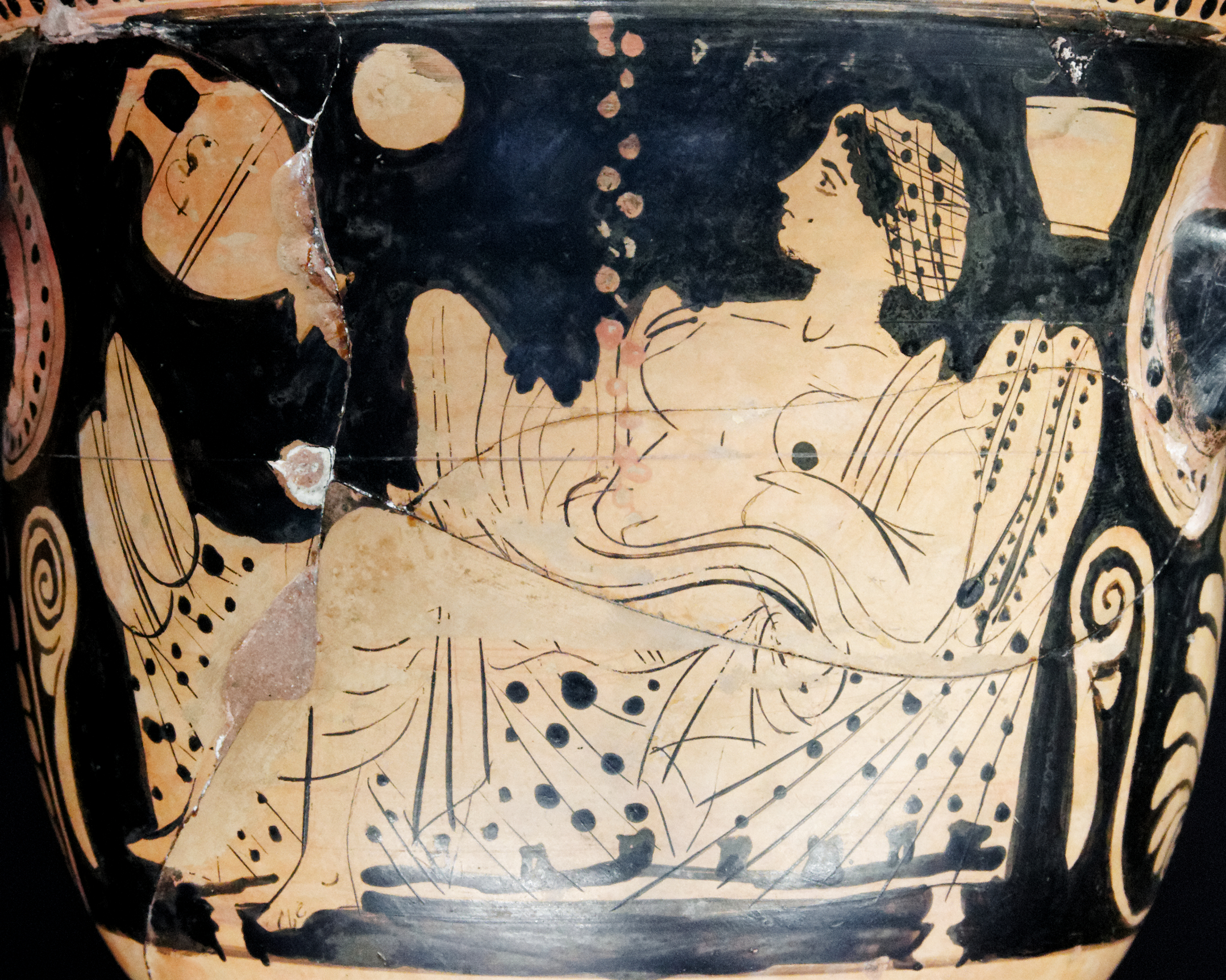
Ceramica greca con Zeus, sotto forma di una pioggia d'oro, che feconda Danae (circa 450-425 BC).

Un riferimento all'urofilia è forse contenuto nel mito classico di Danae.